# Liavon Rydlewski
Liavon Rydlewski (en biélorusse : Лявон Рыдлеўскі ; anciennement en français : L. Rydlevsky), né le 14 octobre 1903 à Oulianavitchy (gouvernement de Moguilev, Empire russe ; aujourd'hui dans la voblast de Vitebsk, en Biélorussie) et mort le 24 octobre 1953 à Londres, est un indépendantiste et résistant biélorusse.

## Études
Entre 1917 et 1920, Lavon Rydlewski étudie au gymnasium de Sloutsk et participe aux activités du cercle culturel et éducatif « Fleur de fougère » (en biélorusse : Папараць-кветка, Paparats-kvietka).
En 1923, il est diplômé du gymnasium biélorusse de Vilna (en), un important établissement secondaire de l’ancienne capitale biélorusse (aujourd'hui Vilnius, en Lituanie). En 1929, Liavon Rydlewski est diplômé en ingénierie de l'université polytechnique de Poděbrady en Tchécoslovaquie,.

## Participation au mouvement biélorusse pour l’indépendance
En 1920, Liavon Rydlewski est l’un des plus jeunes combattants de l’insurrection de Sloutsk (en), un mouvement armé du centre de la Biélorussie luttant contre les bolchéviques et pour l’indépendance. En 1921, il participe à la résistance armée antisoviétique en Polésie, dans le sud de la Biélorussie,.

## Vie en France
Après ses études en Tchécoslovaquie, Liavon Rydlewski s'installe en France. Avec Nicolas Abramtchik, il fonde et préside l’Union biélorussienne « Chaurus » (Хаўрус, Khawrous), qui a son siège au 65, rue des Gravilliers, à Paris. Cette organisation est créée pour tempérer l’influence communiste et nationale polonaise sur les travailleurs biélorusses en France, dont le nombre est estimé à environ 20 000 à l’époque.
Pendant la Seconde Guerre mondiale, les Biélorusses habitant en France peuvent combattre les troupes du Troisième Reich au sein de l’Armée polonaise en France, mais l’union « Chaurus » représentée par Liavon Rydlewski et Nicolas Abramtchik obtient des autorités françaises la permission pour les Biélorusses de s’inscrire à la Légion étrangère. Rydlewski combat dans ce corps de l'Armée de terre française avec environ 1 200 autres inscrits biélorusses, et s'engage également dans la Résistance intérieure française.
Après la guerre, il publie des articles dans le journal Nouvelles biélorussiennes (Беларускія навіны, Biélarouskia naviny). En 1948, il publie également à Paris un ouvrage intitulé Biélorussie : aperçu sommaire de l’histoire de la nation biélorussienne et du mouvement de libération nationale La même année, il devient le vice-président de la Rada de la République démocratique biélorusse et le président de l’Union internationale des Biélorusses en exil.

## Décès et commémoration

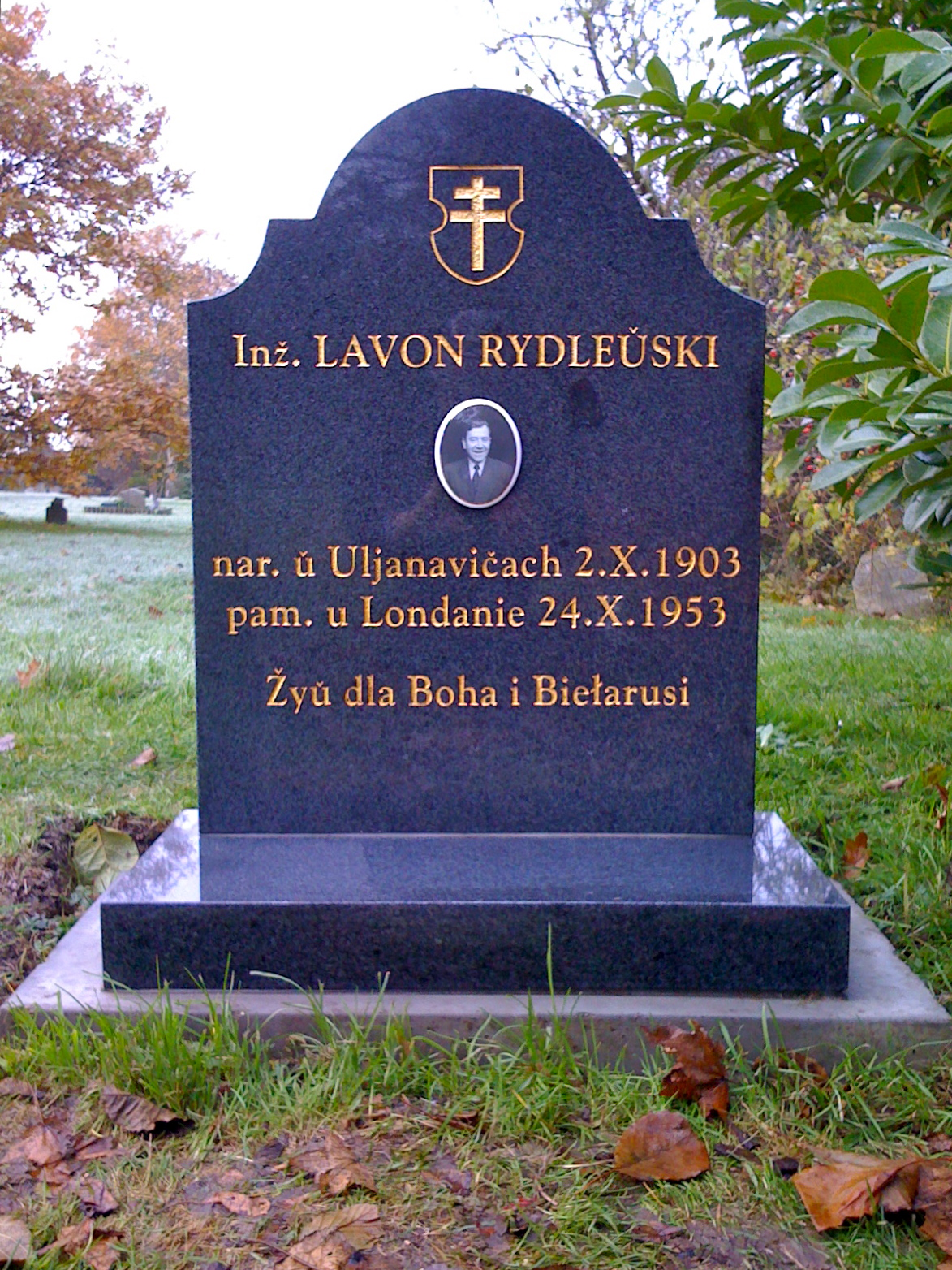
Tombe de Liavon Rydlewski au cimetière de Hampstead à Londres.

Liavon Rydlewski meurt le 24 octobre 1953 à Londres, où il s'est installé un an plus tôt à l’invitation du prêtre grec-catholique Tchaslaw Sipovitch (en) en raison de sa santé fragile. Il est inhumé au cimetière de Hampstead.
Le 27 novembre 2010, jour anniversaire de l’insurrection de Sloutsk, l’Association des Biélorusses de Grande-Bretagne (en) installe une nouvelle prière tombale pour Liavon Rydlewski. Son tombeau est un lieu de ralliement de la communauté biélorusse du Royaume-Uni durant les événements commémoratifs.